# Sergej Fokičev
Sergej Rostislavovič Fokičev (in russo Сергей Ростиславович Фокичев?; Čerepovec, 4 febbraio 1963) è un ex pattinatore di velocità su ghiaccio sovietico, dal 1991 russo.

## Palmarès

### Olimpiadi
- Oro a Sarajevo 1984 nei 500 metri.